# Framlingham Castle

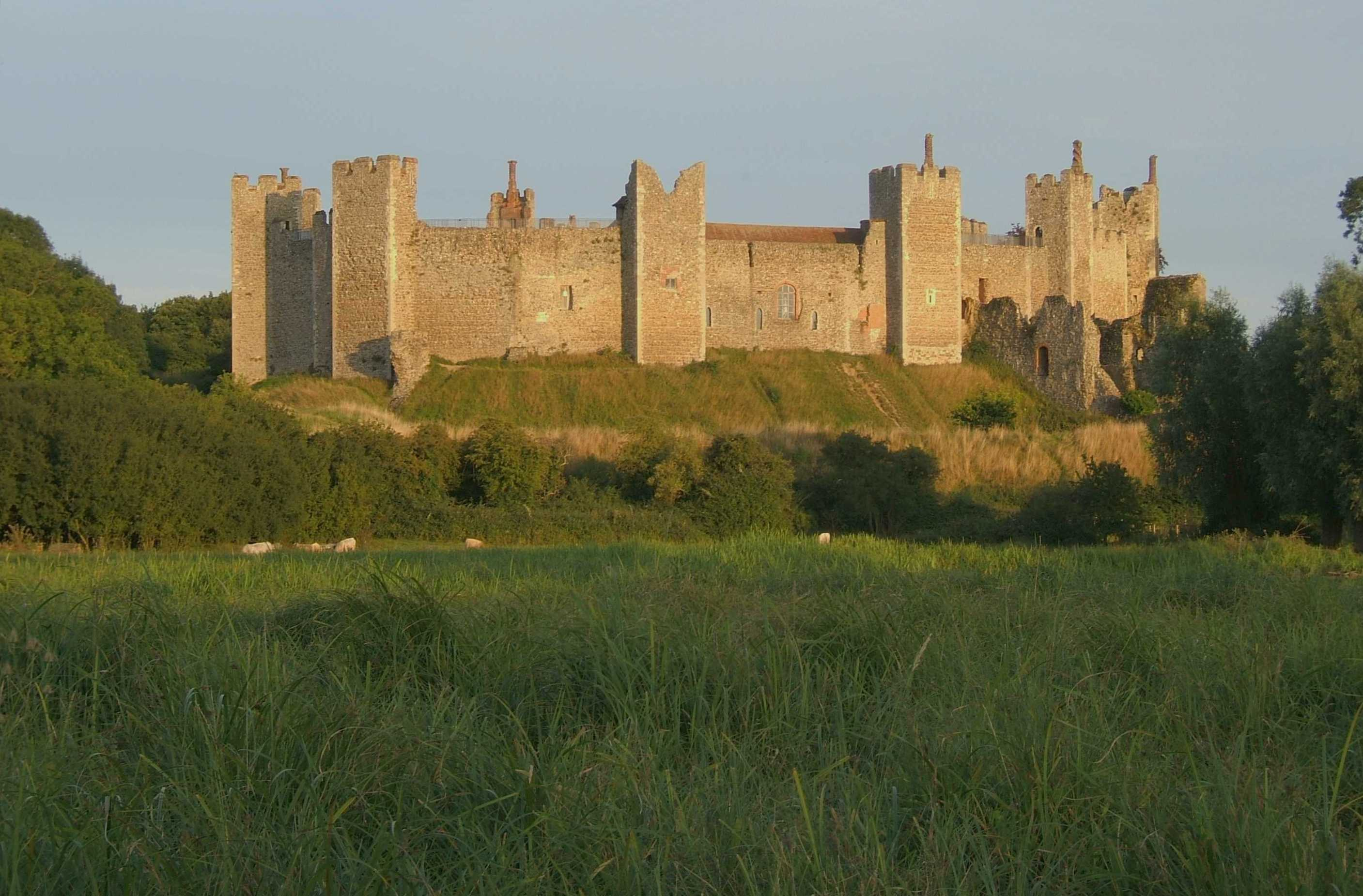
Innenhof und unterer Hof von Framlingham Castle von Nordwesten

Framlingham Castle ist eine Burg im Markt Framlingham in der englischen Grafschaft Suffolk. Dort wurde 1148 eine frühe Motte oder ein frühes Ringwerk von den Normannen gebaut, aber dieses Bauwerk wurde von Heinrich II. in den Nachwehen der Revolte von 1173–1174 zerstört. Einen Ersatz hierfür ließ Roger Bigod, der Earl of Norfolk bauen. Die neue Burg hatte – damals ungewöhnlich – keinen zentralen Donjon, aber stattdessen Kurtinen mit 13 Mauertürmen, um die Kernburg zu verteidigen. Dennoch wurde die Burg von Johann Ohneland 1216 nach einer kurzen Belagerung eingenommen. Ende des 13. Jahrhunderts war Framlingham Castle eine luxuriöse Wohnstätte geworden, die von ausgedehnten Parks umgeben war, die man für die Jagd nutzte.
Im 15. und 16. Jahrhundert gehörte Framlingham Castle zu den wichtigsten Ländereien der mächtigen Familien Mowbray und Howard. Zwei künstliche Seen, Meres genannt, wurden um die Burg angelegt, das, wie damals modern, in Ziegelbauweise erweitert wurde. Der große, reiche Haushalt der Burg kaufte Waren aus allen Teilen Englands und importierte auch Luxusgüter aus internationalen Märkten. Ausgedehnte Lustgärten entstanden in der Burg und ältere Teile von ihr wurden umgebaut, sodass die Besucher die sich daraus ergebenden Ausblicke genießen konnten. Ende des 16. Jahrhunderts aber verfiel die Burg und, nachdem der letzte Besitzer aus der Familie Howard, Theophilus, in finanzielle Schwierigkeiten kam, wurden Burg und das umgebende Anwesen abverkauft.
Im Jahre 1636 wurde Framlingham Castle als philanthropische Geste dem Pembroke College übertragen. Anschließend wurden die inneren Gebäude abgerissen, um Platz für den Bau eines Armenhauses auf dem Gelände zu schaffen. In dieser Weise wurde die Burg bis 1839 genutzt und dann das Armenhaus geschlossen. Anschließend diente die Burg als Drillhalle und als County Court. 1913 übertrug das Pembroke College Framlingham Castle an den Commissioner of Works. Im Zweiten Weltkrieg wurde die Burg vom britischen Militär als Teil der regionalen Verteidigung gegen einen möglichen deutschen Angriff genutzt. Heute ist Framlingham Castle ein Scheduled Monument, wurde vom neuen Eigentümer English Heritage als historisches Gebäude I. Grades gelistet, und dient als Touristenattraktion.

## Geschichte

### 11. und 12. Jahrhundert
Die Bevölkerung von Framlingham nahm nach der normannischen Eroberung dramatisch zu und aus dem Dorf wurde eine kleine Stadt mit mindestens 600 Einwohnern, die von wertvollen Ländereien in einer der blühendsten Regionen des Landes umgeben war. Die Region gehörte dem mächtigen Hugh d’Avranches, dem Earl of Chester, der sie wiederum an Roger Bigod, der damals High Sheriff of Suffolk war, als Lehen vergab. Ein Ringwerk oder eine Motte wurden entweder im 11. Jahrhundert oder zu Beginn des 12. Jahrhunderts in der Nordhälfte des inneren Hofes der heutigen Burg errichtet.
Die erste urkundliche Erwähnung einer Burg in Framlingham datiert von 1148, aber das eigentliche Baujahr ist unsicher und es gibt drei Möglichkeiten, die von Historikern vorgeschlagen werden: Die erste Möglichkeit ist, dass die Burg Roger Bigod entweder Ende des 11. Jahrhunderts oder um 1100 errichten ließ, gleichzeitig mit dem Bau von Bigods Caput baroniae, dem nahegelegenen Eye Castle. Eine zweite Möglichkeit ist, dass Roger Bigods Sohn, Hugh Bigod die Burg während der Anarchie in den 1140er-Jahren auf dem Grundstück eines bereits existierenden Herrenhauses bauen ließ; die Burg wäre dann ähnlich Bigods Bungay Castle. Eine dritte Möglichkeit besteht darin, dass es tatsächlich zwei Burgen gegeben hätte: die erste Ende des 11. Jahrhunderts gebaut und dann von Hugh Bigod in den 1160er-Jahren zerstört, um Platz für eine neue, größere Burg zu schaffen. Der Historiker Magnus Alexander hat die Hypothese aufgestellt, dass die Burg über einigen, bereits existierenden angelsächsischen Prestigebauten erstellt worden sein könnte, eine Praxis, die anderswo in East Anglia durchaus üblich war, möglicherweise auch ähnlich der Vorgehensweise beim Castle Acre Castle; dies wäre am wahrscheinlichsten, wenn die Burg im 11. Jahrhundert gebaut worden ist.

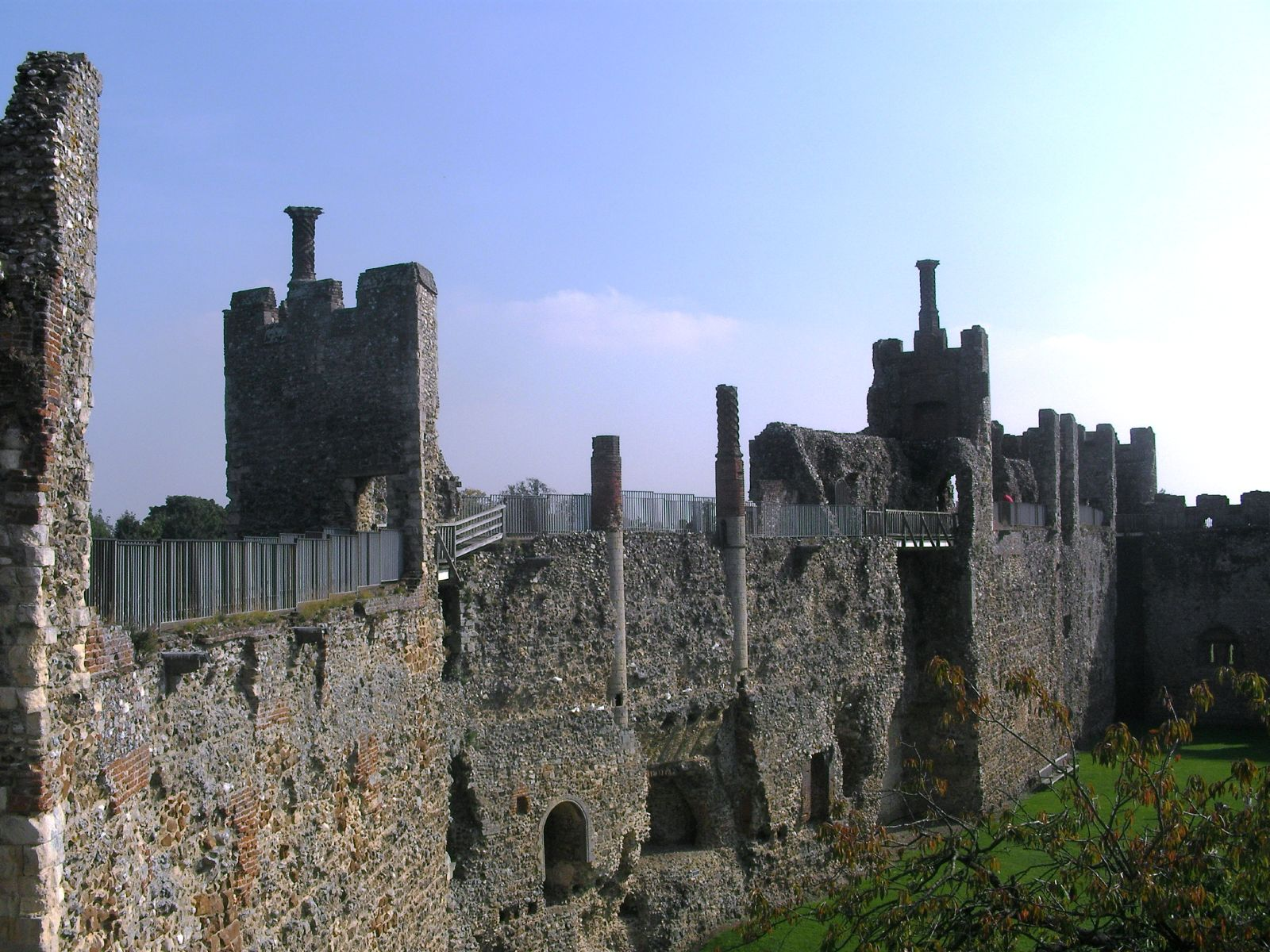
Der Innenhof mit den nach hinten offenen Mauertürmen

Ende des 12. Jahrhunderts dominierte die Familie Bigod Suffolk. Sie hatte den Titel eines Earl of Norfolk und besaß neben Framlingham Castle drei andere Burgen, Bungay Castle, Walton Castle und Thetford Castle. Die erste Gruppe steinerner Gebäude, wie z. B. der erste Rittersaal, wurden in den 1160er-Jahren im Inneren der Burg gebaut. Die Spannungen zwischen der Krone und den Bigods setzten sich aber über die gesamte Periode frot. Hugh Bigod gehörte während der Anarchy in der Regierungszeit von König Stephan einer Gruppe abtrünniger Barone an und nachdem Heinrich II. König wurde, versuchte dieser, die gesamte Region wieder unter königlichen Einfluss zu bringen. Als Teil dieser Bemühungen konfiszierte Heinrich 1157 alle vier Burgen der Bigods, gab aber Framlingham Castle und Bungay Castle nach Zahlung einer hohen Strafe von £ 666 an Hugh Bigod zurück.
Hugh Bigod schloss sich dann der Revolte von Heinrichs Söhnen (1173–1174) an. Der Versuch, Heinrich II. zu stürzen, war nicht erfolgreich und als Strafe ordnete der König an, verschiedene Burgen der Bigods, auch Framlingham Castle, zu zerstören. Der Militäringenieur des Königs, Alnoth, zerstörte in den Jahren 1174 bis 1176 die Befestigungen in Framlingham Castle und füllte den Burggraben auf, wobei Kosten von £ 16 s 11 d 12 entstanden, obwohl er die innenliegenden Gebäude vermutlich eher auffüllte als zerstörte.
Hughs Sohn Roger Bigod war bei König Heinrich in Ungnade. Er verweigerte ihm anfänglich den Titel eines Earls und das Recht an den Anwesen der Familie, wie Framlingham. Roger Bigod gewann schließlich die königliche Gunst zurück, als 1189 Richard Löwenherz auf den Thron kam. Roger begann dann, eine neue Burg in Framlingham zu bauen; die Arbeiten wurden sehr schnell ausgeführt und die Burg war spätestens 1213 fertig. Die neue Burg hatte einen Innenhof mit 13 Mauertürmen, einen anschließenden unteren Hof mit kleineren Mauern und Türmen und eine große Vorburg mit hölzernen Befestigungen. Zu dieser Zeit gab es ein Burgbewachungssystem in Framlingham, bei dem Land an örtliche Adlige als Lehen gegeben wurde und diese dafür Ritter und Soldaten vorhielten, die die Burg bewachten.

### 13. Jahrhundert

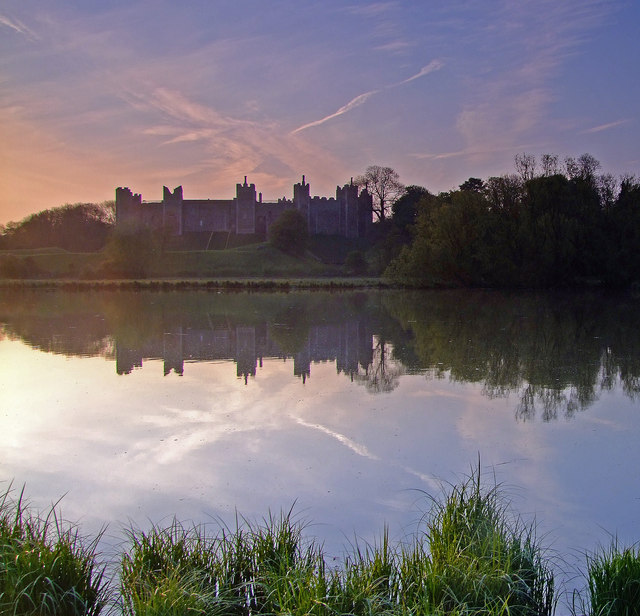
Der Mere, einer der beiden Seen, die vermutlich im Spätmittelalter angelegt wurden

Der erste Krieg der Barone begann 1215 zwischen Johann Ohneland und einer Gruppe rebellischer Barone, die sich seiner Regentschaft widersetzten. Roger Bigod wurde einer der Rädelsführer des Widerstandes gegen Johann Ohneland, weil er gegen Johanns Forderung nach militärischen Frondiensten wetterte. Königliche Truppen plünderten das umliegende Land und Johanns Armee traf am 12. März ein, am nächsten Tag gefolgt von König Johann selbst. Mit König Johanns Erlaubnis wurden am 14. März Meldungen von der Burg an Roger gesandt, der, eingedenk des Schicksals von Rochester Castle im Jahr vorher, der Garnison von 26 Rittern, 20 Sergeanten, sieben Bogenschützen und einem Priester die Erlaubnis gab, sich kampflos zu ergeben. Johanns Truppen zogen weiter nach Essex und Roger eroberte später seine Burg zurück. Sein Enkel, ein weiterer Roger, erbte Framlingham Castle 1225.
Ein großer mittelalterlicher Rehpark namens „Great Park“ entstand um die Burg; dieser Park wird erstmals 1270 urkundlich erwähnt, wurde aber vermutlich etwas früher angelegt. Der Great Park umfasste 243 Hektar, erstreckte sich über 3 km Länge nördlich der Burg und war durch Gräben begrenzt, was zwar in England allgemein üblich, in Suffolk aber sehr unüblich war. Im Park entstand eine Lodge, um die später ein Erholungsgarten angelegt wurde. Wie andere Parks aus dieser Zeit diente auch der Great Park nicht nur der Jagd, sondern wurde auch anderweitig genutzt: Es gibt Aufzeichnungen, die aussagen, dass dort z. B. 1385 Holzkohle hergestellt wurde. Es gab vier weitere, kleinere Parks in der Nähe der Burg, die die Jagdmöglichkeiten entlang des langen, in Ost-West-Richtung verlaufenden Gürtels von Parkland noch erweiterten.
1270 erbte Roger Bigod, der 5. Earl of Norfolk, die Burg und ließ sie umfangreich renovieren. Er lebte dort in beträchtlichem Luxus. Die Bigods waren zwar immer noch sehr reich, mussten sich aber doch erst von der jüdischen Gemeinde in Bungay und dann, nach der Vertreibung der Juden, von italienischen Kaufleuten, Geld leihen. Zum Ende des Jahrhunderts hatte Roger Bigod ebenfalls große Schulden bei König Eduard. Daher führte Roger die Barone an, die sich gegen Eduards Forderungen nach zusätzlichen Steuern und Unterstützung bei seinen Kriegen gegen Frankreich auflehnten. Eduard antwortete darauf mit der Einziehung von Rogers Ländereien und gab sie ihm nur unter der Voraussetzung zurück, dass Roger sie nach seinem Tode der Krone überlassen würde. Roger erklärte sich damit einverstanden und Framlingham Castle fiel daher nach seinem Tod 1306 an die Krone.
Ende des 13. Jahrhunderts wurde ein großes Gefängnis in der Burg gebaut; es entstand vermutlich in der Nordwestecke des unteren Hofes und wurde vom Gefängnisturm überragt. Im Mittelalter wurden dort z. B. Wilderer aus der Gegend festgehalten, und im 15. Jahrhundert religiöse Dissidenten, wie z. B. die Anhänger der Lollarden.

### 14. Jahrhundert

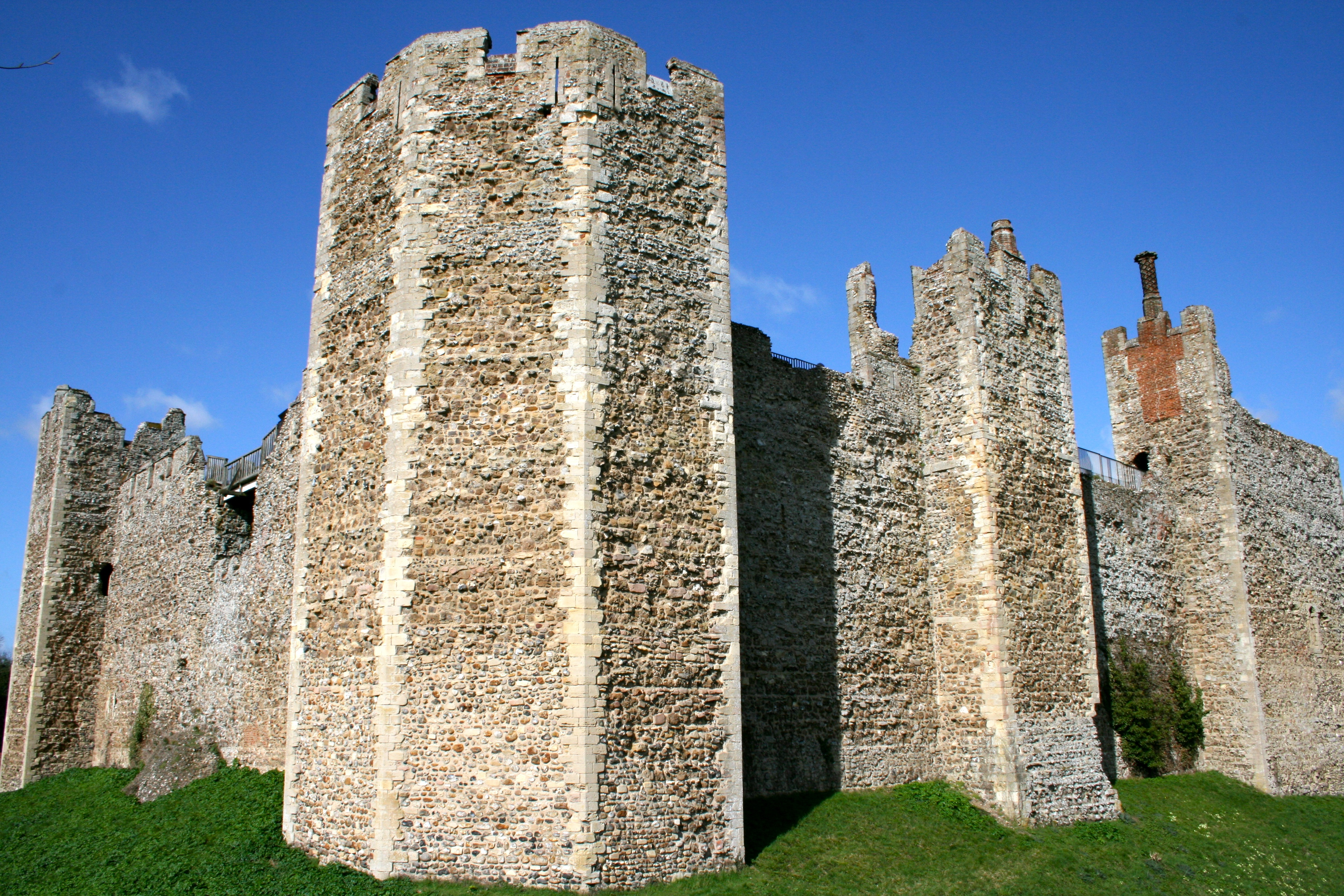
Die Mauern des Innenhofes aus dem 12. Jahrhundert

Eduard II. gab die Burg an seinen Halbbruder, Thomas of Brotherton, den Earl of Norfolk. Aufzeichnungen zeigen, dass Framlingham Castle damals nur teilweise möbliert war, wenn auch nicht bekannt ist, ob der Grund hierfür der nur sporadische Gebrauch der Burg war, die Tatsache, dass Einbauten und Möbel mit deren Einwohnern von Burg zu Burg reisten oder die Burg schlicht und einfach neu eingerichtet wurde. Der Burgkomplex blühte weiterhin auf, aber nach Thomas’ Tod 1338 fiel er zuerst an seine Witwe und dann 1362 an die Familie Ufford. William de Ufford, der Earl of Suffolk, besaß die Burg während des Bauernaufstandes 1381. Dieser Bauernaufstand fand größtenteils in der Nähe von Framlingham statt. Von den Uffords wurde die Burg erst an Margaret Brotherton vererbt und dann an Thomas de Mowbray, den Herzog von Norfolk. Die Mowbrays scheinen den größten Teil des 15. Jahrhunderts über Framlingham Castle als ihren Hauptsitz genutzt zu haben.
Mit bis zu 83 Leuten, die dort gleichzeitig wohnten, spielte die Burg damals eine wichtige Rolle für die Wirtschaft ihres Umlandes. Große Mengen von Speisen und Getränken wurden dort benötigt. In den Jahren 1385 und 1386 wurden innerhalb von 12 Monaten z. B. £ 1000 hierfür ausgegeben und dafür u. a. 129.870 Liter Bier und 70.321 Laibe Brot beschafft. Im 14. Jahrhundert beschaffte die Burg Güter aus dem gesamten westlichen Europa, Wein aus Frankreich, Wildbret aus Parks bis von Northamptonshire und Gewürze aus dem fernen Osten über Händler in London. Die Burg kaufte einige Güter, wie z. B. Salz, auf dem jährlichen Stourbridge Fair im nahegelegenen Cambridge, eine der größten wirtschaftlichen Veranstaltungen im damaligen Europa. Einige dieser Ausgaben wurden durch den Fronhof an der Burg erwirtschaftet, der 168 Hektar Land umfasste und auf dem pro Jahr etwa 5000 Manntage von Leibeigenen geleistet wurden. Ende des 12. Jahrhunderts wurde bei der Burg ein Weinberg angelegt und im 14. Jahrhundert entstanden dort eine Bäckerei und ein Göpel. Umliegende Grundherrschaften lieferten auch ihre landwirtschaftlichen Erzeugnisse an die Burg. In den Jahren 1275 und 1276 gab man £ 434 für solche Güter aus der weiteren Region aus.
Zwei große Seen, „Meres“ genannt, wurden entlang der Burg angelegt, indem man dortigen Wasserläufe mit Dämmen anstaute. Der südliche See, heute noch sichtbar, hatte seinen Ursprung in einem kleineren, natürlichen See. Als dieser angestaut wurde, bedeckte er 9,4 Hektar und hatte eine Insel, auf der ein Taubenschlag angelegt wurde. Die Meres nutzte man zum Fischen und zum Bootfahren. Außerdem hatten boten sie einen sehr ästhetischen Anblick. Es ist nicht sicher auszumachen, wann genau Meres erstmals angelegt wurden. Eine Theorie sagt aus, dass die Meres Anfang des 13. Jahrhunderts angelegt wurden, aber sie werden erst in den 1380er-Jahren erstmals urkundlich erwähnt. Eine andere Theorie nimmt an, dass sie erst in der ersten Hälfte des 14. Jahrhunderts angelegt wurden, etwa zur gleichen Zeit wie der untere Hof. Eine dritte Möglichkeit ist, dass die Familie Howard die Meres Ende des 15. Jahrhunderts im Zuge der Modernisierung der Burg eingeführt hätten.

### 15. und 16. Jahrhundert

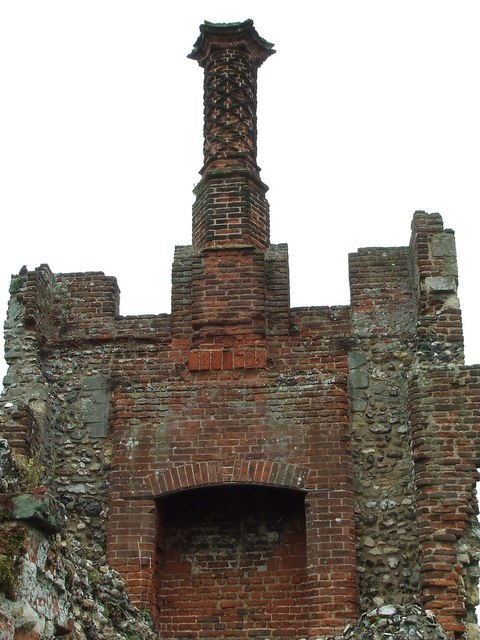
Ziegelmauerwerk aus der Tudorzeit im Innenhof, mit verziertem Ziegelkamin

1476 ging die Burg an John Howard, den Duke of Norfolk, über, der mit einer Reihe von Verbesserungen an den Gebäuden begann, die sich über die Tudorzeit erstreckten. Unter den Howards wurde die Burg wesentlich modernisiert: Für die Modernisierung wurde damals modernes Ziegelmauerwerk eingesetzt, man fügte verzierte Kamine hinzu, die Zinnen wurden gekappt, sodass sie die Höhe der Wände nicht mehr überragten, und das Familienwappen der Howards wurde am Torhaus angebracht. Vermutlich wurde damals auch das Paradeschlafzimmer über den inneren Hof gebaut und verband den Rittersaal mit der Kapelle und den Schlafkammern auf der Ostseite der Burg; im Jahre 1524 gab es mindestens 29 verschiedene Räume in der Burg. Die Zugbrücke vor dem Torhaus wurde in den Jahren 1524–1547 durch die heute zu sehende, feste Brücke ersetzt. In dieser Zeit entstand auch das halbmondförmige, steinerne Verteidigungsbauwerk für die Brücke. Ende des 16. Jahrhunderts wurde im unteren Hof ein Ziergarten mit mehreren Zierteichen und terrassierten Wegen angelegt. Vermutlich standen in dem Garten auch Obstbäume, Kräuter und Springbrunnen. Ein weiterer Ziergarten entstand in der Vorburg, ebenso wie eine zweite Brücke über den Burggraben, um von diesem Garten einen direkten Zugang zum Innenhof zu schaffen. Der Gefängnisturm wurde zu einer Aussichtsgalerie umgebaut, von der aus man die neuen formellen Gärten darunter betrachten konnte.
Die Rosenkriege im 15. Jahrhundert führten zu langandauernden Kämpfen um den englischen Thron zwischen dem Haus York und dem Haus Lancaster. John Howard, ein Yorkist, fiel 1485 bei der Schlacht von Bosworth und in der Folge wurde sein Sohn Thomas beschuldigt, verlor sein Recht und das seiner Erben an den Ländereien und dem Titel der Familie und wurde in den Tower geworfen. Der lancasteranische Sieger der Schlacht von Bosworth, Heinrich VII., gab Framlingham Castle als Lehen an John de Vere, aber Thomas gewann schließlich die Gunst des Nachfolgers Heinrich VIII., nach dem er für ihn 1513 erfolgreich in der Schlacht von Flodden Field gekämpft hatte. Framlingham Castle wurde an Thomas Howard zurückgegeben und der Herzog nutzte es als Alterssitz. Er ließ seine Tafel dort mit dem Gold- und Silbergeschirr dekorieren, das er den Schotten in Flodden Field abgenommen hatte. In dieser Zeit wurde die Burg verschwenderisch geschmückt, z. B. mit Wandteppichen, sakralen Gegenständen aus Samt und Silber und Luxusbettwäsche. 100 Rüstungen waren in der Burg eingelagert und über 30 Pferde standen in den Stallungen.
Der 3. Duke of Norfolk, dessen Name ebenfalls Thomas war, nutzte die Burg wesentlich weniger, da sein Hauptsitz zuerst Stoke-by-Nayland und dann Kenninghall war. Thomas wurde 1547 beschuldigt, Maria I. bei ihrem Kampf um den Thron von England unterstützt zu haben, Heinrich VIII. starb aber am Tag vor seiner geplanten Hinrichtung im Tower und dessen Nachfolger, Marias Halbbruder Eduard VI., begnadigte Thomas, hielt ihn aber weiter im Tower gefangen und gab Framlingham Castle an Maria. Als Maria 1553 an die Macht kam, sammelte sie ihre Truppen in Framlingham Castle und ließ sie von dort aus in London einmarschieren. Thomas Howard wurde von Königin Maria als Lohn für seine Loyalität aus dem Tower entlassen, zog sich dann aber nach Kenninghall zurück und nicht nach Framlingham. Framlingham Castle wurde als Lehen vergeben, aber als der 4. Duke of Norfolk, ein weiterer Thomas, 1572 wegen Hochverrats vom Elisabeth I. hingerichtet wurde, fiel es erneut an die Krone.
Ab 1540 wurden vermutlich nur noch wenige Reparaturen an der Burg durchgeführt und, nachdem Maria Framlingham Castle verlassen hatte, ging es mit der Burg schnell bergab. Ein Bericht von 1589 erwähnt, dass Burgmauern, Holz und Mauerwerk dringend repariert werden müssten und dies vermutlich £ 100 kosten würde. Der „Great Park“ wurde 1580 in Felder umgewandelt. Als die religiösen Gesetze gegen die Katholiken ab 1580 zunahmen, wurde die Burg zum Gefängnis. Im Jahre 1600 gab es 40 Gefangene in der Burg, katholische Priester und andere Leute, die sich weigerten, sich zur anglikanischen Konfession zu bekennen.

### 17. bis 21. Jahrhundert

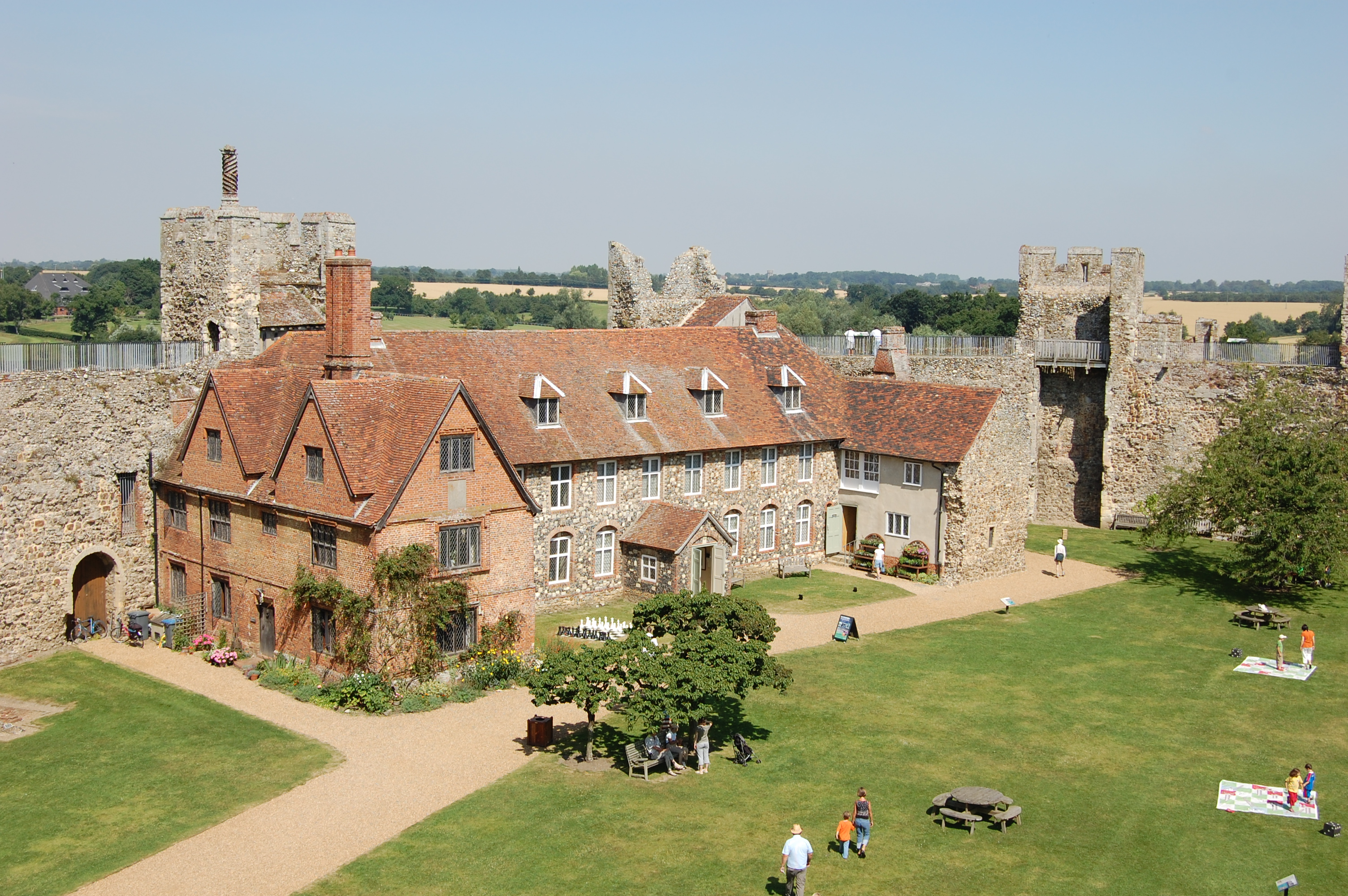
Das Armenhaus mit dem Red-House-Flügel (links), dem mittleren Flügel aus dem 18. Jahrhundert und den Überresten des Rittersaals (rechts)

Im Jahre 1613 gab König Jakob I. die Burg an Thomas Howard, den Earl of Suffolk, zurück, aber sie war zu diesem Zeitpunkt verfallen und der Earl entschied sich, stattdessen in Audley End House zu wohnen. Thomas’ Sohn, Theophilus Howard, geriet tief in Schulden und verkaufte Burg, Anwesen und früheren Great Park 1635 für £ 14.000 an Sir Robert Hitcham. Wie viele andere Parks, z. B. die von Eye Castle, Kelsale oder Hundon, wurde der Great Park in verschiedene Grundstücke aufgeteilt. Hitcham starb im darauf folgenden Jahr und hinterließ Burg und Grundherrschaft dem Pembroke College in Cambridge mit der Auflage, dass das College die Gebäude in der Burg einreißen und ein Armenhaus an ihrer Stelle bauen sollte, das nach dem 1601 in Kraft getretenen Poor Law betrieben werden sollte.
Nach dem Zusammenbruch der Macht der Familie Howard wurde die Grafschaft Suffolk im 17. Jahrhundert von einer Oligarchie protestantischer Gentry kontrolliert und spielte keine wichtige Rolle im englischen Bürgerkrieg 1642–1646. Framlingham Castle wurde nicht, wie viele andere englische Burgen in dieser Zeit geschleift. Hitchams Vermächtnis wurde inzwischen vor Gericht verhandelt und so begannen die Arbeiten am Armenhaus erst Ende der 1650er-Jahre. Die Gebäude im Inneren der Burg wurden abgebrochen und die Steine verwertet. Die Kapelle wurde 1657 in dieser Weise abgerissen.
Das erste Armenhaus in Framlingham, das Red House, wurde schließlich im Innenhof errichtet und diente als Wohnung für arme Familien. Es erwies sich aber als ungenügend, wurde wegen des Missmanagements der Armenhausstiftung geschlossen und stattdessen in ein Pub umgewandelt. Die Unterhaltung der „Meres“ wurde in dieser Zeit ebenfalls eingestellt und der größte Teil des Geländes in eine Wiese umgewandelt. 1699 unternahm man einen weiteren Versuch, ein Armenhaus in Framlingham Castle zu eröffnen, wobei 1700 das Paradeschlafzimmer zerstört wurde. Auch diesem Armenhaus war kein Erfolg beschieden und 1729 machte man einen dritten Versuch: Der Rittersaal wurde abgerissen und das heute noch erhaltene Armenhaus an seiner Stelle errichtet. Der Widerstand gegen das Poor Law wuchs und 1834 wurde dieses Gesetz geändert, um das Sozialsystem zu reformieren. Das Armenhaus in Framlingham Castle wurde 1839 geschlossen und die Bewohner in das Arbeitshaus in Wickham Market umgesiedelt.

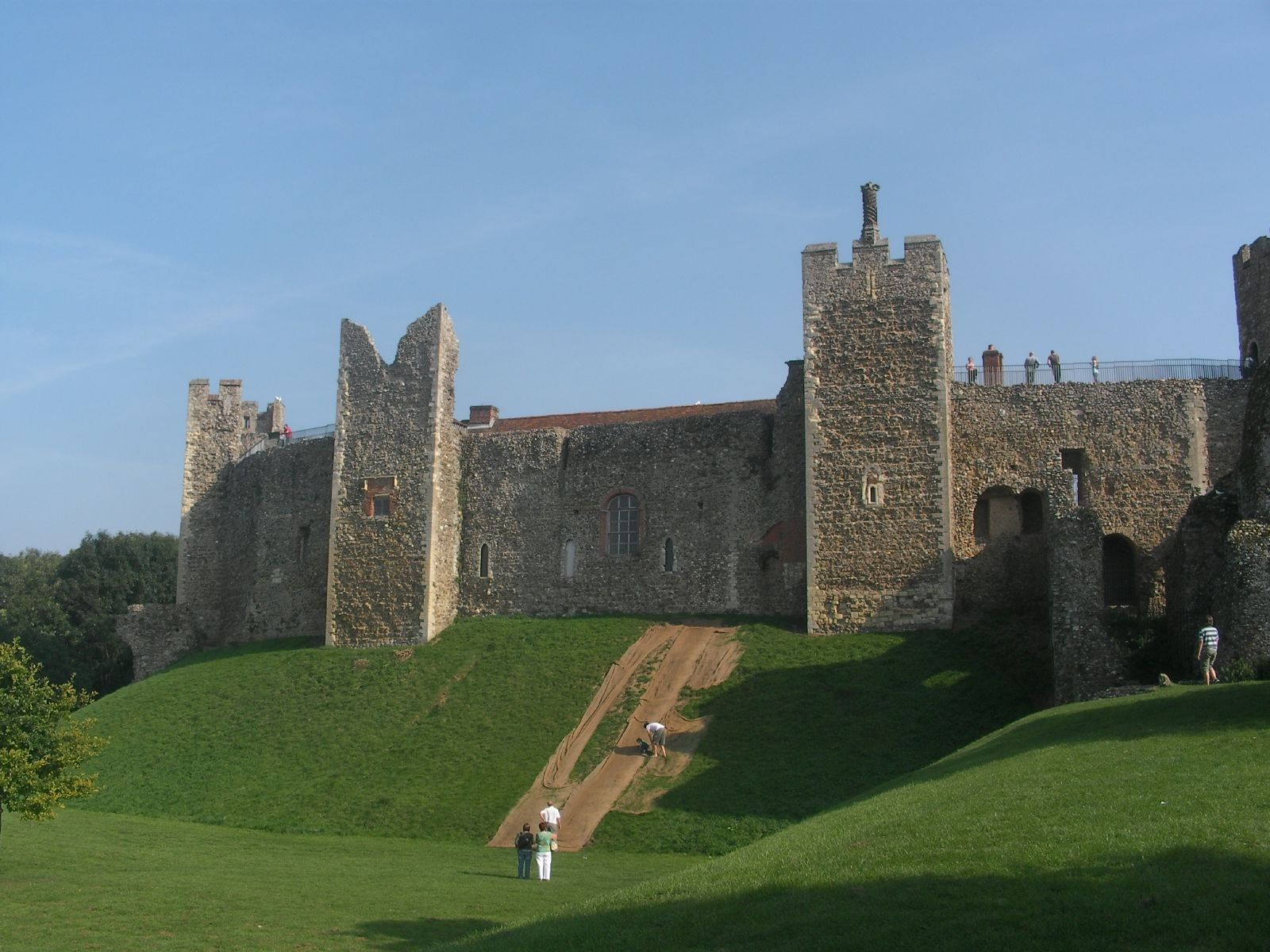
Der untere Hof (links) und das Hintertor (rechts)

Die Burg erfüllte weiterhin verschiedene örtliche Funktionen. Beim Ausbruch der Pest 1666 diente die Burg als Isolierstation und in den napoleonischen Kriegen als Magazin für das Freiwilligenregiment aus Framlingham. Nach der Schließung des Armenhauses wurde die Burg als Drillhalle und County Court genutzt. Auch das Gemeindegefängnis und der Stock befanden sich dort.
1913 wurde der Ancient Monuments Consolidation and Amendment Act (dt.: Gesetz zur Erhaltung und Renovierung alter Denkmäler) beschlossen und das Pembroke College ergriff die Gelegenheit, Framlingham Castle an den Commissioner of Works zu übertragen. Der gewellte Innenhof wurde im Rahmen der folgenden Unterhaltungsarbeiten zu seiner heutigen Form geglättet. Im Zweiten Weltkrieg war Framlingham Castle eine wichtige Verteidigungseinrichtung für die britischen Streitkräfte. Mindestens eine Betonpillbox wurde in der Nähe der Burg als Teil einer Verteidigungslinie gegen eine mögliche deutsche Invasion gebaut. Nissenhütten wurden errichtet und aus der Vorburg wurde ein Parkplatz für Lastwagen.
Heute ist Framlingham Castle ein Scheduled Monument und der neue Eigentümer, English Heritage, hat es als historisches Gebäude I. Grades gelistet und betreibt es als Touristenattraktion, das Lanman Museum für die Geschichte der Region enthält. Der “Mere” der Burg gehört dem Framlingham College und wird vom Suffolk Wildlife Trust betrieben. 2024 betrug die Besucherzahl etwa 73.000 Personen.

## Architektur

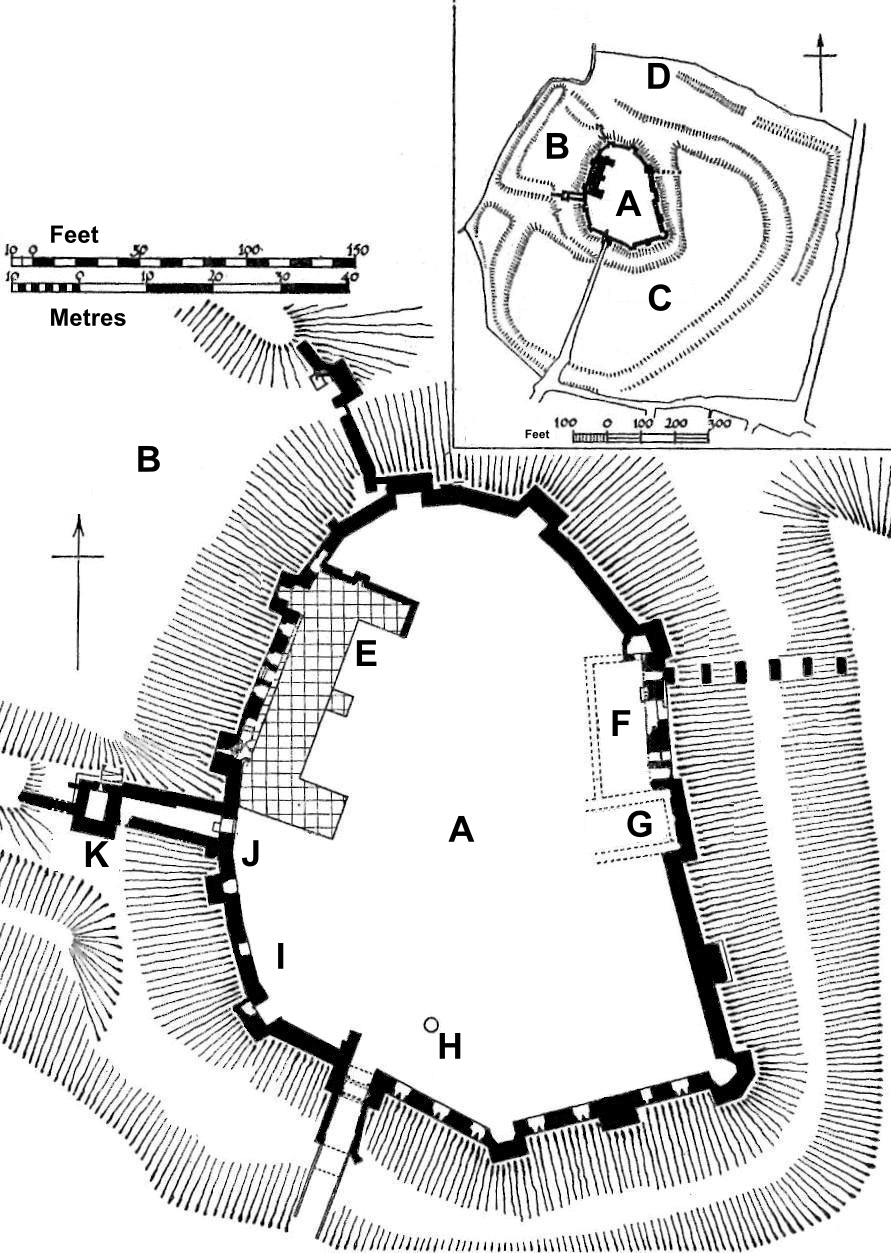
Grundriss von Framlingham Castle: A – Innenhof; B – Unterer Hof; C – Vorburg; D – Stadtmauern; E – Armenhaus; F – Standort des ehem. Rittersaals; G – Standort der ehem. Kapelle; H – Brunnen; I – Standort der ehem. Küche; J – Hintertor; K – Gefängnisturm

### Konstruktion
Framlingham Castle liegt auf dem Steilufer über dem River Ore und besteht heute aus drei Teilen, dem Innenhof, der Vorburg und dem unteren Hof. Es ist vom verbleibenden „Mere“ und Bauernland umgeben.
Die Vorburg liegt südlich des mit Burgmauern versehenen Innenhofes und wurde ursprünglich von einer hölzernen Palisade und Erdwällen überragt; letztere sind bis heute erhalten. Die Vorburg war vermutlich über das Osttor zugänglich und enthielt eine Reihe von Gebäuden, vermutlich z. B. eine Schlafkammer für die Sergeanten, eine Schlafkammer für die Ritter, Stallungen, Stadel und einen Kornspeicher. Heute betreten die Besucher den Burgkomplex durch die Vorburg von Süden, wo auch ein Autoparkplatz liegt.
Der Innenhof (oder auch Kernburg) liegt hinter der Vorburg und ist über eine Brücke aus dem 15. Jahrhundert zu erreichen, die eine frühere Zugbrücke ersetzte. Der Torturm, der den Eingang bildet, ist von eher einfacher Bauart und stammt aus dem 12. Jahrhundert. Erst kurz danach kam es in Mode, viel großartigere Torhäuser zu bauen. Der 2. Duke of Norfolk, Thomas Howard, ließ den Torturm im 16. Jahrhundert umbauen und ließ sein Familienwappen und zusätzliche Verzierungen an den Wänden anbringen. Der Innenhof besitzt eine 10,5 m hohe und 2,3 m dicke Kurtine aus örtlichem Feuerstein und Septaria-Konkretion, die von 13 quadratischen, hinten offenen Mauertürmen überragt wird, von denen jeder etwa 14,3 m hoch ist und Ecken aus Sandstein besitzt. Die Kurtine hat einen Umgang.
Ursprünglich gab es entlang der Innenseite der Kurtine etliche Gebäude. Wenn man vom Eingang zum Innenhof im Uhrzeigersinn geht, kann man heute noch die Fundamente der Kapelle aus dem 12. Jahrhundert sehen. Nach den damaligen Regeln musste eine Kapelle in Nordost-Südwest-Richtung ausgerichtet sein, daher greift sie hier weit in die Vorburg aus, etwa so wie beim White Castle. Neben der Kapelle liegt (weiter im Uhrzeigersinn) der erste aus Stein gebaute Rittersaal, der um 1160 entstand. Im 16. und 17. Jahrhundert war auf Turm der Kapelle vermutlich auch eine Kanone montiert.
Gegenüber dem Eingang liegt das Armenhaus im Innenhof, das an Stelle des Rittersaals aus dem 12. Jahrhundert gebaut wurde. Es hat drei Flügel, das „Red House“ aus dem 17. Jahrhundert im Süden, den mittleren Flügel aus dem 18. Jahrhundert und den Nordflügel, der Teile des alten Rittersaals enthält. Im 19. Jahrhundert wurde das gesamte Gebäude renoviert. Fünf behauene, mittelalterliche Steinköpfe, die von älteren Gebäuden der Burg stammten, wurden in die Fassade des Armenhauses eingesetzt. Weiter im Uhrzeigersinn an der Kurtine entlang liegt das Hintertor, das zum Gefängnisturm führt. Der Gefängnisturm – auch Westturm – ist ein bemerkenswertes Festungsbauwerk, das im 16. Jahrhundert deutlich größere Fenster erhielt. Mitten im Innenhof liegt der 30 m tiefe Brunnen der Burg.
Eine Reihe verzierter Ziegelkamine aus der Tudorzeit kann man rund um den Innenhof sehen, jeder von ihnen mit eigenem Muster. Alle bis auf drei von ihnen waren aber nur zur Zierde da und der Historiker R. Allen Brown beschreibt sie als aus architektonischer Sicht „bedauerliche“ Anbauten an die Burg. Zwei der angeschlossenen Kamine aus der Tudorzeit nützen die Rauchfänge aus der Mitte des 12. Jahrhunderts; sie sind rund und stellen die frühesten ihrer Art in England dar, die bis heute erhalten sind.
Einen der „Meres“ der Burg kann man heute noch westlich der Burg sehen. Im 16. Jahrhundert gab es zwei Teiche, die viel größer als heute und mit Stegen versehen waren. Der dramatische Einsatz von Wasser, in dem sich die Burg spiegelt ist typisch für Burgen aus dieser Zeit, z. B. Bredwardine Castle und Ravensworth Castle. Wasserburgen wie Framlington Castle nutzten Wasser in weit größerem Umfang als dies für die reine Verteidigung notwendig gewesen wäre und vergrößerten damit ihr Erscheinungsbild. Der Blick vom Rittersaal in den Innenhof schloss ursprünglich den auf die Gärten des unteren Hofes mit ein und die „Meres“ und der „Great Park“ darunter rahmten ihn ein. Das Gebiet um die Burg ist auch heute noch ein Landschaftspark; auch wenn der „Great Park“ heute von Feldern bedeckt ist, lässt der Blick immer noch erahnen, wie Burg und Landschaft den Besitzern im späten Mittelalter erscheinen sollten.

### Interpretation

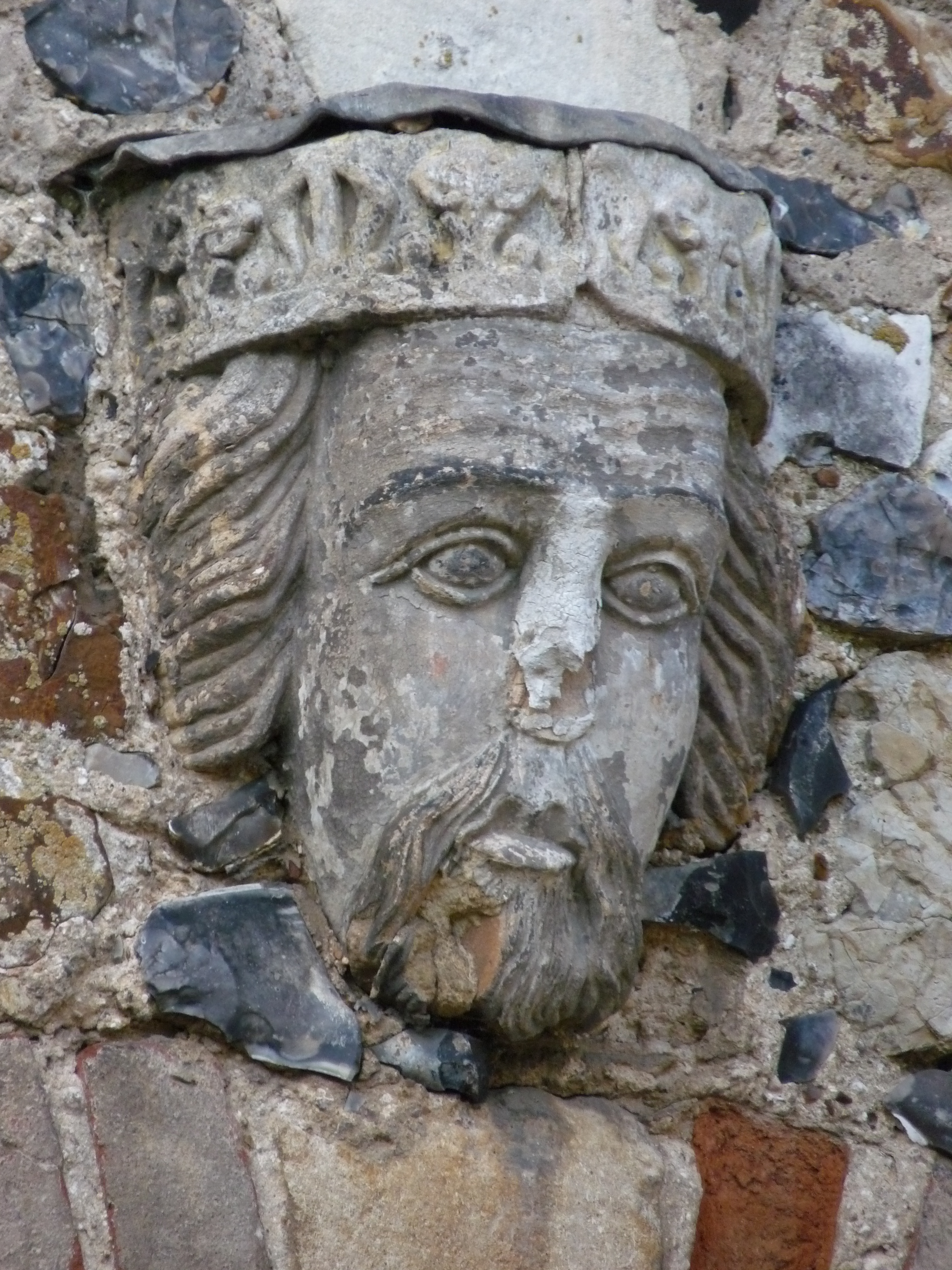
Einer der fünf mittelalterlichen Steinköpfe, die in die Fassade des Armenhauses eingesetzt wurden.

Die Verteidigungsanlagen von Framlingham Castle vom Ende des 12. Jahrhunderts sorgten bei den Scholaren für viele Debatten. Eine Interpretation, die z. B. vom Historiker R. Allen Brown unterstützt wurde, sagt, dass sie für ihre Zeit sehr fortschrittlich waren und einen Wechsel in der damaligen Ansicht über militärische Verteidigung darstellten. Framlingham Castle hat z. B. keinen Donjon, wie er bei den früheren anglo-normannischen Burgen sehr beliebt war, aber diese Burg bricht mit dieser Tradition und verlässt sich stattdessen auf seine Kurtine mit den Mauertürmen. Das Muster von Schießscharten im Erdgeschoss in Framlingham Castle ist genauso innovativ für die damalige Zeit, weil es Kreuz- und Parallelfeuer gegen die Angreifer ermöglichte. Die Konstruktion der Befestigungen von Framlingham Castle ähnelt in vielfältiger Weise den von König Heinrich II. eingeführten Neuerungen bei Dover Castle und Orford Castle.
Die Befestigungsarchitektur der Burg zeigt auch verschiedene Schwächen. Z.B. kann der Innenhof von der Vorburg aus überblickt werden, die Nordflanke des Innenhofes ist größtenteils wenig geschützt und die Schießscharten in der Kurtine sind so positioniert, dass ein Großteil der Burg nicht überblickt werden kann. Die nach hinten offenen Mauertürme sind zwar billiger zu bauen als geschlossene, aber schwieriger zu verteidigen, wenn die Kurtine vom Feind bereits durchbrochen wurde. Außerdem boten sie wenig Möglichkeiten zur Enfilade gegen Angreifer direkt an der Mauer, weil sie nur wenig über die Kurtine hinausragten. Diese Schwächen lieferten Historiker wie Robert Liddiard Argumente für ihre Theorie, dass die Architektur von Burgen wie Framlingham Castle neben rein militärischen Zwecken auch von kulturellen und politischen Notwendigkeiten beeinflusst wurde.
Der Historiker D. Plowman hat eine überarbeitete Interpretation der Architektur von Burgen des Spätmittelalters vorgestellt, in der er sich auf die kulturellen und politischen Aspekte der Architektur konzentriert. Plowman meint, dass die Burg ursprünglich vom Nordende des unteren Hofes aus durch die Ziergärten betreten werden sollte, wobei die Reisenden das Tor am Gefängnisturm – in dieser Interpretation eher eine Barbakane als ein Turm – nutzten und dann zum Innenhof gelangten. Diese Route hätte Besuchern von hohem Status einen dramatischen Blick auf die Burg geboten, was das politische Prestige des Besitzers gehoben hätte. Der Historiker Magnus Alexander zweifelt an der Praktikabilität dieser Version, räumt aber ein, dass diese Route praktischer für Jagdgesellschaften gewesen wäre, die in den Landschaftspark um die Burg wollten.